# Susan Buck-Morss
Susan Buck-Morss és una pensadora interdisciplinar estatunidenca, formada com filòsofa i historiadora intel·lectual. S'ha interessat especialment per Walter Benjamin i Theodor Adorno. Ha estat professora del programa de Govern a la Universitat Cornell i del centre de postgrau a la Universitat de la Ciutat de Nova York.
Com a professora s'ha interessat en la teoria crítica, teoria literària i de cultura visual, en filosofia continental, islamisme, filosofia política occidental, teories sobre el nacionalisme i la globalització, teories de la modernitat i modernitats alternatives, i en estudis visuals. En Cornell va ser directora d'Estudis Visuals i professora dels programes de Govern, Història de l'Art, Estudis Alemanys. Va obtenir un doctorat a la Universitat de Georgetown el 1975 en història intel·lectual europea. També va cursar estudis de postgrau en filosofia, sociologia i psicologia a la Universitat Johann Wolfgang Goethe.

## Obres principals
- Hegel, Haiti, and Universal History, 2008, University of Pittsburgh Press.
- Thinking Past Terror: Islamism and Critical Theory on the Left, 2003, New York: Verso.
- Dreamworld and Catastrophe: The Passing of Mass Utopia in East and West, 2002, The MIT Press.
- Fugitive Sites: inSITE2000/01 New Contemporary Art Projects for San Diego/Tijuana. Installation Gallery. Curator. Edición bilingüe (anglès, castellà).
- Dialectics of Seeing: Walter Benjamin and the Arcades Project, 1991, MIT Press.
- Origins of Negative Dialectics, 1979, Free Press.